# 鳥栖市立鳥栖中学校
鳥栖市立鳥栖中学校（とすしりつとすちゅうがっこう）は、佐賀県鳥栖市にある公立中学校。

## 概要
歴史
1947年（昭和22年）の学制改革の際に新制中学校として創立。現校名となったのは1954年（昭和29年）。2022年（令和4年）に創立65周年を迎えた。
校章
中央に「中」の文字を置いている。
校歌
1950年（昭和25年）制定。作詞は碇敏雄、作曲は陶山聡による。歌詞は3番まであり、各番の歌詞中に校名の「鳥栖中」が登場する。
通学区域
「鳥栖市」の後に以下の住所が続く地域。
- 鳥栖市立鳥栖小学校区（轟木町、元町、秋葉町、藤木町、今泉町、真木町、高田町、東町、本通町、京町、安楽寺町、宿町の一部（行政区が轟木町、事業団宿舎、元町の地域））
- 鳥栖市立鳥栖北小学校区（本町、鎗田町、大正町、古野町、土井町、神辺町の一部（行政区が神辺合町の地域）、本鳥栖町、宿町（行政区が轟木町、事業団宿舎、元町の地域を除く）、布津原町、蔵上町の一部（行政区が布津原町の地域））

教育
鳥栖市立鳥栖小学校および鳥栖市立鳥栖北小学校と連携し、小中一貫教育を実施している。

## 沿革
前史
- 1919年（大正8年）5月 - 鳥栖尋常高等小学校に「鳥栖農業補習学校」が併置される。
- 1930年（昭和5年）4月1日 - 鳥栖尋常高等小学校より分離された高等科を統合の上、「青年訓練所充当 鳥栖公民学校」となる。
- 1931年（昭和6年）3月 - 独立新校舎が完成。
- 1935年（昭和10年）6月1日 - 青年学校令施行により、「鳥栖町立高等実業青年学校」に改称。

開校後
- 1947年（昭和22年）
  - 4月1日 - 学制改革により、青年学校普通科が改組され、新制中学校「鳥栖町立鳥栖中学校」が創立。青年学校の校舎を使用。13学級568名のスタート。
  - 5月3日 - 開校式を挙行。育成会が結成される。
- 1948年（昭和23年）3月31日 - 青年学校が廃止される。
- 1950年（昭和25年）10月 - 校歌を制定。
- 1953年（昭和28年）7月 - 家庭科教室と図書室が完成。
- 1954年（昭和29年）4月1日 - 町村合併・市制施行により、「鳥栖市立鳥栖中学校」（現校名）となる。
- 1957年（昭和32年）5月 - 体育館（旧）が完成。
- 1961年（昭和36年）4月 - 特殊学級を開設。
- 1967年（昭和37年）3月 - 普通教室（8教室）が完成。
- 1963年（昭和38年）4月 - 普通教室（1教室）が完成。33学級、生徒数が1,570 名で最大となる（ピーク）。
- 1965年（昭和40年）8月 - プールが完成。
- 1973年（昭和48年）4月 - 新校舎（第二期工事、12教室）が完成。
- 1974年（昭和49年）4月 - 体育館が完成。
- 1976年（昭和51年）
  - 3月 - 管理棟が完成。
  - 5月 - 技術室が完成。
- 1977年（昭和52年）8月 - 特別教室が完成。
- 1985年（昭和60年）2月 - 校旗を作製。
- 1987年（昭和62年）10月 - 玄関を改築。体育館屋根の大修理を実施。
- 1991年（平成3年）
  - 4月 - 部室が完成。23学級813 名
  - 9月 - 東運動場が完成。
- 1996年（平成8年）3月 - 運動場を整備。
- 1997年（平成9年）〔創立50周年〕
  - 5月 - 新プールが完成。
  - 8月 - 教室棟の大規模改造工事を完了。
- 1999年（平成11年）8月 - 管理・特別教室棟の大規模改造工事を完了。
- 2000年（平成12年）11月 - フルブライト米国教育使節団が来校。
- 2001年（平成13年）6月 - 中庭が完成。
- 2003年（平成15年）12月 - 体育館の改修工事が完成。
- 2006年（平成18年）11月 - パントリーが完成。
- 2008年（平成20年）2月 - 選択制給食を導入。
- 2010年（平成22年）3月 - 太陽光発電工事を完了。野球部が第1回全日本少年春季軟式野球大会で優勝。
- 2015年（平成27年）
  - 3月 - 普通教室空調設備の設置が完了。
  - 4月 - 特別支援学級を開設。

## 交通
最寄りの鉄道駅
- JR九州 長崎本線・鹿児島本線 「鳥栖駅」

最寄りの幹線道路
- 佐賀県道220号鳥栖停車場線 「本町西」交差点

## 学校近辺
- 佐賀県立鳥栖高等学校（中高一貫推進）
- 佐賀県立鳥栖工業高等学校
- 鳥栖スタジアム
- フレスポ
- 鳥栖市民文化会館
- 鳥栖市中央公民館
- 鳥栖警察署
- 産業技術総合研究所九州センター

## 著名な出身者
- 橋本康志 - 鳥栖市長
- 小野正之助 - レスリング選手

## 参考資料
- 「鳥栖市史」（1982年（昭和57年）5月, 鳥栖市）